# Pia Trøst Nissen
Pia Trøst Nissen (født 27. juli 1953) er en dansk skuespiller, instruktør og oversætter.
Hun er uddannet fra Skuespillerskolen ved Aarhus Teater i 1975. Hun har i en årrække været fast medlem af Bådteatrets ensemble, hvor hun også har instrueret nogle forestillinger.
Trøst Nissen har desuden oversat en række bøger, blandt andet krimier af Peter James, samt teaterstykker.

## Filmografi
- Anthonsen (tv-serie, 1984)
- Notater om kærligheden (1989)